# Вестбрук (Минесота)
Вестбрук (енгл. Westbrook) град је у америчкој савезној држави Минесота.

## Демографија
По попису из 2010. године број становника је 739, што је 16 (-2,1%) становника мање него 2000. године.
| Група             | 2000.       | 2010.       |
| Белци             | 738 (97,7%) | 711 (96,2%) |
| Афроамериканци    | 1 (0,1%)    | 0 (0,0%)    |
| Азијати           | 3 (0,4%)    | 7 (0,9%)    |
| Хиспаноамериканци | 5 (0,7%)    | 16 (2,2%)   |
| Укупно            | 755         | 739         |